# Tom Bruce
Thomas Edwin „Tom” Bruce (ur. 17 kwietnia 1952 w Red Bluff, zm. 9 kwietnia 2020 w Royal Oaks) – amerykański pływak. Dwukrotny medalista olimpijski z Monachium.
Specjalizował się w stylu klasycznym. Igrzyska w 1972 były jego jedyną olimpiadą. Sięgnął po złoto w sztafecie w stylu zmiennym, indywidualnie był drugi na dystansie 100 m żabką. Wspomniana sztafeta pobiła rekord świata. Był również mistrzem NCAA, studiował na UCLA.